# Orden religiosa anglicana

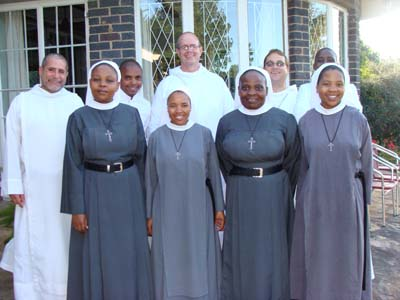
Religiosos anglicanos en Sudáfrica.

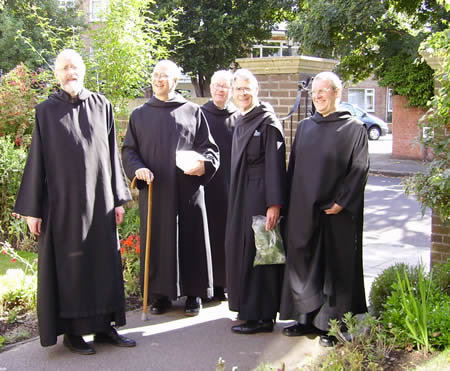
Monjes anglicanos de la Abadía de Alton.

Las órdenes religiosas anglicanas son comunidades de hombres o mujeres (o en algunos casos, de ambos sexos) en la Comunión anglicana que viven bajo una regla común de vida, de forma similar a las órdenes religiosas católicas. Los miembros de estas órdenes religiosas toman votos que a menudo incluyen los tradicionales votos monásticos de pobreza, castidad y obediencia, el antiguo voto de estabilidad o a veces una interpretación moderna de algunos o todos de estos votos. Los miembros pueden ser  laicos o clérigos, pero comúnmente incluyen una mezcla de ambos. Llevan una vida común de trabajo y la oración, a veces en un solo lugar, a veces repartidos en varias ubicaciones.
Las órdenes religiosas fueron disueltas por el rey Enrique VIII cuando separó la Iglesia de Inglaterra del Primado de Roma. Con el ascenso del renacimiento católico y el movimiento de Oxford en el anglicanismo a mediados del siglo XIX, sin embargo, hubo un interés en la reactivación de las órdenes religiosas en Inglaterra. Entre 1841 y 1855, se iniciaron varias órdenes religiosas para mujeres, entre ellas la Comunidad de Santa María Virgen en Wantage y la Sociedad de Santa Margarita en East Grinstead. Las órdenes religiosas para hombres aparecieron más tarde, comenzando en 1866 con la Sociedad de San Juan Evangelista (padres de Cowley). En Norteamérica, la fundación de órdenes religiosas anglicanas comenzó en 1842 con la comunidad de Nashotah (masculina) en Wisconsin, seguida de la Hermandad de la Sagrada Comunión en Nueva York en 1845. En las últimas décadas, ha habido un crecimiento notable de las órdenes religiosas en otras partes de la Comunión Anglicana, en particular en Tanzania, Sudáfrica, las Islas Salomón, Vanuatu y Papúa Nueva Guinea. Actualmente hay unos 2.400 monjes y monjas en la Comunión Anglicana, alrededor del 55% de los cuales son mujeres y el 45% de los cuales son hombres.